# Quận Park, Montana
Quận Park là một quận thuộc tiểu bang Montana, Hoa Kỳ. Quận lỵ đóng ở , Montana6. Quận được đặt tên theo. Dân số theo điều tra năm 2000 của Cục điều tra dân số Hoa Kỳ là người.

## Địa lý
Theo Cục điều tra dân số Hoa Kỳ, quận này có diện tích km2, trong đó có km2 là diện tích mặt nước.

## Thông tin nhân khẩu
Theo điều tra dân số 2 năm 2000, quận này đã có dân số 15.694 người, 6.828 hộ gia đình, và 4.219 gia đình sống trong quận hạt. Mật độ dân số là 6 người trên một dặm vuông (2/km ²). Có 8.247 đơn vị nhà ở mật độ trung bình của 3 trên một dặm vuông (1/km ²). Thành phần chủng tộc của cư dân sinh sống trong quận gồm 96,65% người da trắng, 0,40% da đen hay Mỹ gốc Phi, 0,92% người Mỹ bản xứ, 0,36% châu Á, Thái Bình Dương 0,03%, 0,47% từ các chủng tộc khác, và 1,17% từ hai hoặc nhiều chủng tộc. 1,84% dân số là người Hispanic hay Latino thuộc một chủng tộc nào. 23,5% là người gốc Đức, 12,4% tiếng Anh, Na Uy 9,5%, Ailen 9,0% và 7,9% gốc Mỹ theo điều tra dân số năm 2000.
Có 6.828 hộ, trong đó 28,10% có trẻ em dưới 18 tuổi sống chung với họ, 51,00% là đôi vợ chồng sống với nhau, 7,30% có một chủ hộ nữ và không có chồng, và 38,20% là không lập gia đình. 32,40% hộ gia đình đã được tạo ra từ các cá nhân và 11,70% có người sống một mình65 tuổi hoặc cao hơn. Cỡ hộ trung bình là 2,27 và cỡ gia đình trung bình là 2,88.
Trong quận cơ cấu độ tuổi dân cư được trải ra với 23,50% dưới độ tuổi 18, 6,50% 18-24, 27,90% 25-44, 27,10% từ 45 đến 64, và 14,90% từ 65 tuổi trở lên người. Độ tuổi trung bình là 41 năm. Đối với mỗi 100 nữ có 97,40 nam giới. Đối với mỗi 100 nữ 18 tuổi trở lên, đã có 96,10 nam giới.
Thu nhập trung bình cho một hộ gia đình trong quận đạt mức USD 31.739, và thu nhập trung bình cho một gia đình là USD 40.561. Phái nam có thu nhập trung bình USD 28.215 so với 19.973 USD đối với phái nữ. Thu nhập bình quân đầu người là 17.704 USD. Có 7,20% gia đình và 11,40% dân số sống dưới mức nghèo khổ, bao gồm 13,10% những người dưới 18 tuổi và 10,10% của những người 65 tuổi hoặc cao hơn.